# Christian Geist
Christian Geist (* um 1650 in Güstrow; † 27. September 1711 in Kopenhagen) war ein deutscher Organist und Komponist der Norddeutschen Orgelschule.

## Leben und Werk

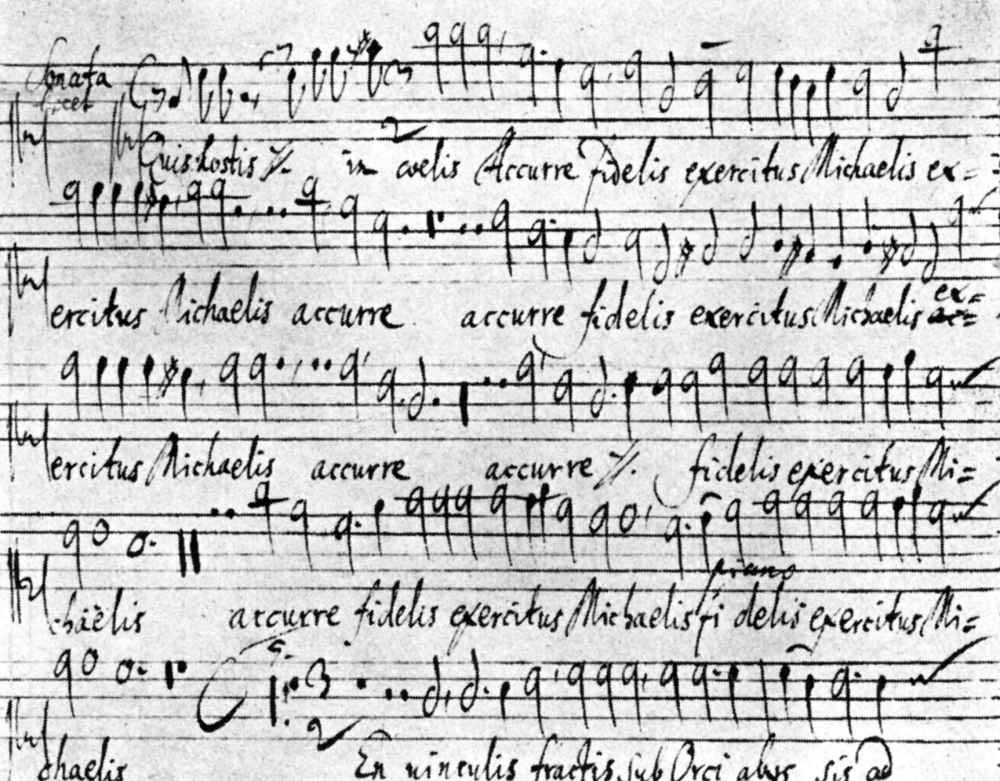
Manuskript einer Motette, 1672

Seinen ersten Musikunterricht erhielt Geist vermutlich von seinem Vater Joachim, der Kantor war. Seine erste Stelle fand Geist am Hofe des Herzogs Gustav Adolf zu Mecklenburg in Güstrow. 1669 wurde Geist mit Hilfe einer Empfehlung des Herzogs Bassist an der dänischen Hofkapelle. Im Juni des Jahres 1670 fand er eine Organistenstelle in Stockholm, die er bis 1679 innehatte. Er ging danach als Organist an die deutsche Kirche in Göteborg. Schließlich zog er 1684 nach Kopenhagen, wo er als Nachfolger von Martin Radeck (dessen Witwe Magdalene Sybille geb. Schindler er 1685 heiratete) Organist an der Heiliggeist- und einige Zeit an der Dreifaltigkeitskirche war. Den Organistendienst an Trinitatis scheint ihm Martin Radecks Bruder Elias Radeck († 1701) streitig gemacht zu haben, der dieses Amt ab 1686 ausübte. An Heiliggeist blieb er Organist, bis er 1711 zusammen mit seiner dritten Frau und seinen Kindern ein Opfer der Pest wurde.
Von Christian Geist sind zwei weltliche und mehrere geistliche Vokalwerke sowie drei Orgelchoräle überliefert.